# 제78회 베네치아 국제 영화제
제78회 베네치아 국제 영화제는 2021년 9월 1일에 열린 시상식이다. 2021년 9월 1일부터 11일까지 개최되었다.
봉준호 감독이 본경쟁 심사위원장을 맡아 한국 감독이 영화제 최고심사위원으로 선출된 것은 처음이다. 세레나 로시가 개막식과 폐막식의 밤을 주최했다. 황금사자상은 오드리 디완 감독의 '레벤느망'에 돌아갔다.

## 수상 및 후보

### 황금사자상
- 레벤느망 - 오드리 디완 수상

### 은사자상-감독상
- 파워 오브 더 도그 - 제인 캠피온 수상

### 은사자상-심사위원대상
- 신의 손 - 파올로 소렌티노 수상

### 볼피컵 여우주연상
- 패러렐 마더스 - 페넬로페 크루즈 수상

### 볼피컵 남우주연상
- 온 더 잡: 실종자들 - 존 아실라 수상

### 심사위원 특별상
- 일 부코 - 미켈란젤로 프라마르티노 수상

### 각본상
- 로스트 도터 - 매기 질렌할 수상

### 마르첼로 마스트로얀니 상-신인배우상
- 신의 손 - Filippo Scotti 수상

### 미래의 사자상
- IMACULAT - 모니카 스탠 외 1명 수상

### 오리종티 상-작품상
- 필그림스 - 라우리나스 바레이사 수상

### 오리종티 상-작품상(단편)
- Los Huesos - 크리스토발 레온 수상

### 오리종티 상-심사위원특별상
- 더 그레잇 무브먼트 - 키로 루쏘 수상

### 오리종티 상-감독상
- 풀 타임 - 에리크 그라벨 수상

### 오리종티 상-각본상
- 107 마더스 - 페테르 케레케스 외 1명 수상

### 오리종티 상-특별 여자 연기자상
- 풀 타임 - 로르 칼라미 수상

### 오리종티 상-특별 남자 연기자상
- 화이트 빌딩 - Piseth Chhun 수상

### 오리종티 엑스트라 관객상
- 그 남자는 타이타닉을 보고 싶지 않았다 - 티무 니키 수상

### 오리종티 상-유럽단편상
- 폴 오브 더 아이비스 킹 - Josh O’Caoimh 외 1명 수상

### 베스트 VR 상
- Goliath: Playing with Reality - 베리 진 머피 외 1명 수상

### 베스트 VR 스토리상
- End of Night - 데이비드 애들러 수상

### 베스트 VR 익스피리언스상
- Le bal de Paris de Blanca Li - 블랑카 리 수상

### 경쟁부문
- 패러렐 마더스 - 페드로 알모도바르
- 모나 리자 앤드 더 블러드문 - 애나 릴리 아미푸르
- 어나더 월드 - 스테판 브리제
- 파워 오브 더 도그 - 제인 캠피온
- 아메리칸 라티나 - 다미아노 디노첸초 외 1명
- 레벤느망 - 오드리 디완
- 콘펜텐시아 오피셜 - 가스통 듀프랫
- 일 부코 - 미켈란젤로 프라마르티노
- 썬다운 - 미셸 프랑코
- 일루전 페듀스 - 자비에 지아놀리
- 더 로스트 도터 - 매기 질렌할
- 스펜서 - 파블로 라라인
- 프릭스 아웃 - 가브리엘 마이네티
- 더 킹 오브 래프터 - 마리오 마르토네
- 온 더 잡: 실종자들 - 에릭 마티
- 리브 노 트레이스 - 얀 P. 마투신스키
- 캡틴 볼코노고프 이스케이프 - 나타샤 메르쿨로바 외 1명
- 더 카드 카운터 - 폴 슈레이더
- 신의 손 - 파올로 소렌티노
- 리플렉션 - 발렌틴 바스야노비치
- 더 박스 - 로렌조 비가스

### 비경쟁부문
- 일 밤비노 나스코스토 - 로베르토 안도
- 레스 초즈 휴메니즈 - 이반 아탈
- 아리아페르마 - 레오나르도 디 콘스탄조
- 할로윈 킬스 - 데이빗 고든 그린
- 더 카톨릭 스쿨 - 스테파노 모디니
- 올드 헨리 - 팟시 폰시롤리
- 라스트 듀얼: 최후의 결투 - 리들리 스콧
- 듄 - 드니 빌뇌브
- 라스트 나잇 인 소호 - 에드가 라이트
- 라이프 오브 크라임 1984-2020 - 존 엘퍼트
- 트랑체스 - 루프 부리우
- 비아지오 넬 크레푸스콜로 - 아우구스토 콘텐토
- 리퍼블릭 오브 사일런스 - 다이애니 엘 제이루디
- 할렐루아:레너드 코헨, 어 저니, 어 송 - 다니엘 겔러 외 1명
- 데안드레 #데안드레. 스토리아 디 언 임피에가토 - 로버타 레나
- 비커밍 레드 제플린 - 버나드 맥마혼
- 장고 & 장고 - 루카 레아
- 이지오 보소. 레 코세 체 레스타노 - 조르지오 베르델리
- SCENES FROM A MARRIAGE (EPISODES 1-5) - 하게이 레비
- PLASTIC SEMIOTIC - 라두 주데
- THE NIGHT - 차이밍량
- SAD FILM - Vasili

### 오리종티 경쟁부문
- 애틀랜타이드 - 유리 안카라니
- 미라클 - 보그단 죠지 아페트리
- 필그림스 - 라우리나스 바레이사
- 더 피콕스 파라다이스 - 라우라 비스푸리
- 더 폴스 - 청몽홍
- 더 홀 인 더 프랑스 - 호아킨 델 파소
- 아미라 - 모하메드 디아브
- 풀 타임 - 에리크 그라벨
- 107 마더스 - 페테르 케레케스
- 베라 드림스 오브 더 씨 - 칼트리나 크라스니키
- 프로미스 - 토마스 크루이트호프
- 화이트 빌딩 - 캐비치 니앙
- 아나토미 오브 타임 - 짜끄라완 닌탐롱
- 디 아더 톰 - 로라 산툴로 외 1명
- 더 그레잇 무브먼트 - 키로 루쏘
- 원스 어폰 어 타임 인 캘커터 - 아딧야 비크람 센굽타
- 라히노 - 올레 센초프
- 트루 띵즈 - 해리 우리프
- 이누-오 - 유아사 마사아키

### 비엔날레 컬리지 시네마
- 엘 오리엔테 - 조세 마리아 아빌레스
- 더 덴 - 베아트리체 발다치
- 누에스트로 디아 마스 펠리케스 - 솔 베루에조 피숑-리비에르
- 라 산타 피콜라 - 실비아 브루넬리
- 더 캐시드럴 - 리키 드암브로스
- 몬 페레, 레 디아블 - 엘리 폼비
- LAVRYNTHOS - Fabito Rychter 외 1명

### 특별 상영
- LA BIENNALE DI VENEZIA: IL CINEMA AL TEMPO DEL COVID - 안드리아 세그레
- LE 7 GIORNATE DI BERGAMO - 시모나 벤추라
- RICOSTRUIRE INSIEME - Graziano Conversano
- INFERNO ROSSO. JOE D묨MATO SULLA VIA DELL묮CCESSO - Manlio Gomarasca 외 1명
- GES-2 - 나스티아 코르키아
- PIETRO IL GRANDE - 안토넬로 사르노

### VR 경쟁
- ENGELEN VAN AMSTERDAM - Anna Abrahams 외 1명
- END OF NIGHT - 데이비드 애들러
- La plage de sable étoilé - Nina Barbier 외 1명
- BEDLAM - Mat Collishaw
- GENESIS - Jorg Courtial
- SPIRIT OF PLACE - Dale Deacon
- SAMSARA - Hsin-chien Huang
- CAVES - Carlos Isabel Garcia
- CLAP - Keisuke Itoh
- TEARLESS - 김진아
- LE BAL DE PARIS DE BLANCA LI - 블랑카 리
- BLISS IN THE EAR OF A STORM - Adam Lieber 외 1명
- IL DUBBIO EPISODIO II - Matteo Lonardi
- ANANDALA - Kevin Mack
- GOLIATH: PLAYING WITH REALITY - 베리 진 머피 외 1명
- MONTEGELATO - Davide Rapp
- THE SEVERANCE THEORY: WELCOME TO RESPITE - Lyndsie Scoggin
- CONTAINER - Meghna Singh 외 1명
- THE SICK ROSE - Zhi-zhong Tang 외 1명
- VR EXPERIENCE - Lena Thiele 외 2명
- THE LAST WORKER - 요르그 티텔
- EXPLORING HOME - Sara Lisa Vogl
- THE FINAL WISH - Haipei Wang 외 1명